# Claustrosporidium
A Claustrosporidium feltehetően a Rhizaria Endomyxa törzsének Ascetosporea kládjába tartozó nemzetség, a Claustrosporida és a Claustrosporidiidae egyetlen nemzetsége.

## Történet
A Claustrosporidium és Claustrosporidiidae csoportokat Larsson írta le először 1987-ben.
A Claustrosporidát Thomas Cavalier-Smith írta le Ema E. Chaóval közös 2003-as tanulmányában 1 nemzetséggel, a Claustrosporidiummal.

## Genetika
2020-ban nem volt ismert molekuláris adata.

## Filogenetika
2 ismert faja van, a Claustrosporidium gammari és a Claustrosporidium asellii. Bár haplosporoszómái alapján az Ascetosporeába sorolják, mivel jelen van az ezekkel homológ sporoplazmoszóma nyálkaspórásokban is, azoknak is lehet rokona.

## Morfológia
Sporoplazmája egymagvú, és van benne haplosporoszóma, spórái falán nincs nyílás, és nem a sejten belül keletkezik, hanem a sporoplazmafelszínen, és nem rendelkeznek operkulummal vagy lingulával. Ezenkívül a Haplosporidia kládétól eltér spórafalképzési módja, mivel spórafala folytonos.

## Életmód
Parazita: többek közt tízlábúakat fertőz. Például a C. gammari zsírszövetre korlátozódó szisztémás fertőzést okozva okozza zsírsejtek halálát.
Sejten kívüli endoparazita.

## Jelentőség
Elsősorban rákokat fertőz például az Ostreidae és Carcinidae kládokban, ezzel jelentős gazdasági hatásokat okozva.